# Сабадель (ватерпольный клуб)
Club Natació Sabadell — водноспортивный клуб из испанского города Сабадель.
Клуб был основан в 1916 году. Основателем клуба является Джоан Вальс и Видаль. В 1918 году в клубе был открыт первый в Испании бассейн с пресной водой размером 25×12 м. В 1920 году руководство клуба участвовало в учредительной конференции федерации плавания Испании.
На летней Олимпиаде-48 дебютирует ватерполист из Сабадели — Джоан Серра. 19 октября 1951 Джоан Серра выиграл первую золотую медаль на международных соревнованиях — в турнире по водному поло на Первых Средиземноморских Играх в Александрии. Первые олимпийские медали клуб завоёвывает в 1960 году, когда золотые медали завоевали 14-летние пловцы из Каталонии: Изабель Кастанье и Лопес и Мигель Торрес.
С момента своего создания в клубе увеличивалось количество направлений. В настоящее время в клубе 20 секций и более 25000 членов. Клуб является третьим по величине спортивным объединением Каталонии. Клуб воспитал 46 олимпийцев и одного паралимпийца.
Клуб имеет в городе Сабадель два предприятия, выпускающие спортивный инвентарь.
На своих объектах клуб организовывает спортивные мероприятия на самом высоком уровне, как национального, так и международного масштаба.
В составе клуба имеется мужская и женская команды по водному поло, выступающие в высшем дивизионе.

## Женская ватерпольная команда

### Известные игроки
На Олимпиаде 2012 года шесть ватерполисток CN «Sabadell» стали бронзовыми призёрами: Лаура Эстер, Анна Эспар, Матильда Ортис, Дженнифер Пареха, Пилар Пенья Карраско и Моника Гарсиа Годой

### Награды
- Кубок европейских чемпионов LEN: 3 — 2011, 2013, 2014
- Суперкубок LEN: 2 — 2013, 2014
- Чемпион Испании: 13 — 2000, 2001, 2002, 2004, 2005, 2007, 2008, 2009, 2011, 2012, 2013, 2014, 2015
- Кубок Испании: 12 — 2001, 2002, 2004, 2005, 2008, 2009, 2010, 2011, 2012, 2013, 2014, 2015
- Суперкубок Испании: 7 — 2009, 2010, 2011, 2012, 2013, 2014, 2015

## Мужская ватерпольная команда

### Известные игроки
- Максимов, Николай
- Рольян, Хесус
- Сильвестре, Манель
- Соро, Слободан
- Эрнандес Пас, Габриэль

### Тренеры
2000—2007 Сильвестре, Манель 

с 2011 Эрнандес Пас, Габриэль 

### Награды
В международных турнирах дебютировала в 1992 году.
- Кубок Испании: 3 — 1998, 2005, 2012
- Суперкубок Испании: 3 — 2002, 2005, 2012